# Ladislav Krištoufek
Ladislav Krištoufek (* 1984 Praha) je český ekonom, profesor ekonomie, od roku 2022 prorektor pro vědeckou a tvůrčí činnost Univerzity Karlovy a člen Rady pro výzkum, vývoj a inovace. 

## Život a studium
Narodil se v Praze, vyrůstal v Pečkách na Kolínsku, kde byl v roce 2025 při příležitosti 100. výročí povýšení na město jmenovám čestným občanem města. S manželkou a dvěma syny žije v Kolíně.
Absolvoval Gymnázium Jiřího z Poděbrad v Poděbradech. V letech 2004 až 2007 studoval bakalářskou ekonomii na Institutu ekonomických studií Fakulty sociálních věd Univerzity Karlovy (IES FSV UK), během studia v letech 2006 až 2007 absolvoval studijní pobyt na London Metropolitan University. Navázal magisterským studiem se zaměřením na finanční a kapitálové trhy a v roce 2009 získal magisterský titul a absolvoval rigorózum. Navázal doktorským studiem ekonomie a pod vedením dr. Lukáše Váchy z Ústavu teorie informace a automatizace AV ČR, v.v.i. v roce 2013 obhájil dizertační práci Long-range cross-correlations: Tests, estimators and applications a získal titul Ph.D. Během doktorského studia absolvoval krátkou stáž na University of California Berkeley ve skupině prof. Davida Zilbermana, kde rozvinul síťové přístupy ve studiu dynamiky cen biopaliv.

## Kariéra
Po dokončení doktorského studia pokračoval na IES FSV UK, kde převzal výuku bakalářské ekonometrie. Na ÚTIA AV ČR pokračoval jako postdoktorand a postupně se propracoval do pozice vedoucího výzkumného pracovníka. Mezi roky 2014 a 2015 působil jako výzkumný pracovník na Warwick Business School v Behavioural Science Group prof. Tobiase Preise, kde se zaměřil na předpovídání sebevražd pomocí agregovaného online chování. Po návratu na IES založil nový magisterské kurzy Data Science in R, na které později navázal i bakalářský předmět Data Analysis in R. V roce 2016 se habilitoval v oboru ekonomie a získal titul docenta. V letech 2018 až 2022 působil jako proděkan pro studijní záležitosti Fakulty sociálních věd Univerzity Karlovy. V roce 2020 se stal ve věku 35 let profesorem ekonomie. V únoru 2022 se pak stal prorektorem Univerzity Karlovy pod vedením rektorky Mileny Králíčkové. Od roku 2022 je členem Rady pro výzkum, vývoj a inovace. V listopadu 2024 se ze své prorektorské funkce stal členem a místopředsedou správní rady Charles University Innovations Prague.
V srpnu 2025 oznámil svoji kandidaturu na funkci rektora Univerzity Karlovy.

## Úspěchy a ocenění
Od roku 2019 je nepřetržitě řazen mezi 2 % celosvětově nejcitovanějších vědců. Pro roky 2022 a 2023 byl zařazen mezi Clarivate Highly Cited Researchers, a to jako jediný ekonom v rozšiřujících zemích Evropské unie. V roce 2024 byl prezidentem Petrem Pavlem vyznamenán Medailí Za zásluhy I. stupně v oblasti vědy.

## Přínos
Ladislav Krištoufek patří k předním světovým odborníkům na kryptoaktiva a decentralizované finance. Jeho články o cenové dynamice Bitcoinu z roku 2013 a 2015 patří mezi celosvětově první výzkumné články z této oblasti a položily základy této oblasti výzkumu. Významně přispěl k rozvoji studia fraktality časových řad v oblasti interdisciplinárních ekonomie a financí.
Již v roce 2016 začal vyučovat Data Science pro studenty ekonomie na IES FSV UK a položil tak základy dalšího rozvoje v oblasti strojového učení na institutu.